# Ladies Championship Gstaad 2017
WTA Swiss Open 2017 — жіночий тенісний турнір, що проходив на відкритих кортах з ґрунтовим покриттям. Належав до категорії International у рамках Туру WTA 2017. Це був 25-й за ліком турнір. Відбувся на Арені імені Роя Емерсона в Гштааді (Швейцарія). Тривав з 17 до 23 липня 2017 року.

## Очки і призові

### Розподіл очок
| Дисципліна       | П   | Ф   | ПФ  | ЧФ | 1/8 | 1/16 | Q   | Q3  | Q2  | Q1  |
| Одиночний розряд | 280 | 180 | 110 | 60 | 30  | 1    | 18  | 14  | 10  | 1   |
| Парний розряд    | 280 | 180 | 110 | 60 | 1   | Н/Д  | Н/Д | Н/Д | Н/Д | Н/Д |

### Розподіл призових грошей
| Дисципліна       | П       | F       | ПФ      | ЧФ     | 1/8    | 1/16   | Q2     | Q1   |
| Одиночний розряд | $43,000 | $21,400 | $11,500 | $6,175 | $3,400 | $2,100 | $1,020 | $600 |
| Парний розряд    | $12,300 | $6,400  | $3,435  | $1,820 | $960   | Н/Д    | Н/Д    | Н/Д  |

## Учасниці основної сітки в одиночному розряді

### Сіяні учасниці
| Країна     | Гравчиня         | Рейтинг1 | Сіяна |
| ---------- | ---------------- | -------- | ----- |
| Франція    | Каролін Гарсія   | 22       | 1     |
| Нідерланди | Кікі Бертенс     | 24       | 2     |
| Естонія    | Анетт Контавейт  | 37       | 3     |
| Німеччина  | Мона Бартель     | 48       | 4     |
| Швеція     | Юганна Ларссон   | 53       | 5     |
| Німеччина  | Каріна Віттгефт  | 65       | 6     |
| Швейцарія  | Вікторія Голубич | 73       | 7     |
| Росія      | Євгенія Родіна   | 80       | 8     |

- 1 Рейтинг подано станом на 3 липня 2017.

### Інші учасниці
Нижче наведено учасниць, які отримали вайлд-кард на участь в основній сітці:
- Ребека Масарова
- Амра Садікович
- Патті Шнідер

Нижче наведено гравчинь, які пробились в основну сітку через стадію кваліфікації:
- Башак Ерайдин
- Анна Калинська
- Антонія Лоттнер
- Тереза Сміткова
- Мартіна Тревізан
- Анна Цая

### Відмовились від участі
До початку турніру
- Тімеа Бачинскі →її замінила  Еліца Костова
- Бетані Маттек-Сендс →її замінила  Тереза Мартінцова
- Саманта Стосур →її замінила  Сільвія Солер Еспіноза

### Знялись
- Сара Соррібес Тормо

## Учасниці основної сітки в парному розряді

### Сіяні пари
| Країна     | Гравчиня         | Країна          | Гравчиня          | Рейтинг1 | Сіяна |
| ---------- | ---------------- | --------------- | ----------------- | -------- | ----- |
| Нідерланди | Кікі Бертенс     | Швеція          | Юганна Ларссон    | 61       | 1     |
| США        | Ніколь Мелічар   | Велика Британія | Анна Сміт         | 107      | 2     |
| Швейцарія  | Вікторія Голубич | Сербія          | Ніна Стоянович    | 152      | 3     |
| Росія      | Ірина Хромачова  | Сербія          | Александра Крунич | 163      | 4     |

- 1 Рейтинг подано станом на 3 липня 2017.

### Інші учасниці
Нижче наведено пари, які отримали вайлдкард на участь в основній сітці:
- Ілена Ін-Альбон /  Конні Перрен
- Амра Садікович /  Джил Тайхманн

## Переможниці

### Одиночний розряд
- Кікі Бертенс —  Анетт Контавейт, 6–4, 3–6, 6–1

### Парний розряд
- Кікі Бертенс /  Юганна Ларссон —  Вікторія Голубич /  Ніна Стоянович, 7–6(7–4), 4–6, [10–7]